# ChAI-3
ChAI-3 (ros. ХАИ-3) – radziecki, pierwszy na świecie motoszybowiec pasażerski zbudowany w układzie latającego skrzydła w połowie lat 30. XX wieku.

## Historia
Dużym problemem komunikacyjnym Związku Radzieckiego były jego ogromne przestrzenie ze słabo rozwiniętą siecią drogową i kolejową. W latach 30. jedną z rozpatrywanych koncepcji poprawienia sytuacji była lotnicza komunikacja pasażerska. Miała ona opierać się na tanich w produkcji i eksploatacji samolotach, zdolnych do operowania z lotnisk o ubogiej infrastrukturze i trawiastych pasach startowych lub zgoła braku jakiejkolwiek infrastruktury. Maszyną mającym spełnić wymienione wymagania był motoszybowiec ChAI-3, zaprojektowany przez zespół studentów Charkowskiego Instytutu Lotniczego pod kierunkiem A.A. Łazariewa. W pracach wykorzystano doświadczenia zdobyte przy pracach nad mającym wyższy numer porządkowy, ale wcześniejszym samolocie ChAI-4. Zastosowano ten sam układ konstrukcyjny latającego skrzydła o prostej krawędzi spływu i dużym skosie. Na końcach skrzydeł znajdowały się przerywacze, które wychylały się po naciśnięciu na pedał orczyka. Dzięki temu wzrastał opór powietrza na wybranej przez pilota stronie, a maszyna łatwiej i szybciej wykonywała skręt. Zewnętrzne konsole skrzydeł miały skręcenie aerodynamiczne do 8 stopni na końcach. Motoszybowiec, w owym okresie nazywany szybolotem, napędzany był pojedynczym, umieszczonym pośrodku centropłata silnikiem gwiazdowym M-11. Za jednostką napędową znajdował się duży, pojedynczy statecznik pionowy ze sterem kierunku. Centropłat o konstrukcji metalowej, zewnętrzne kesony płata o konstrukcji drewnianej. Poszycie duralowo-sklejkowe. Po obu stronach silnika umieszczono długie gondole, w których umieszczono miejsca dla jedenastu pasażerów i jednego pilota. Gondole w celu ochrony przed warunkami atmosferycznymi były zakryte, a pilot zajmował miejsce w prawej. Maszyna wyposażona była w stałe podwozie z kółkiem ogonowym. 14 września 1934 roku ukończony prototyp został oblatany. Za jego sterami siedział pilot W.A. Borodin. 23 września tego samego roku wykonano lot po okręgu. Maszyna pomyślnie przeszła próby fabryczne, prawidłowo zachowując się w powietrzu, będąc, pomimo awangardowej konstrukcji, stabilną w locie i łatwą w pilotażu. Pomimo tego, ChAI-3 nie został skierowany do produkcji seryjnej. Jedyny prototyp był jeszcze przez jakiś czas wykorzystywany do komercyjnych lotów na krajowych liniach. Doświadczenia zdobyte podczas prac i eksploatacji ChAI-3 miały zostać wykorzystane podczas prac nad jego wersją rozwojową, oznaczoną jako ChAI-8. Miało być to również latające skrzydło, ale z dwoma silnikami M-11, umieszczonymi na wysięgnikach nad skrzydłem. Rozpoczęto jego budowę, którą prowadzono w latach 1936-1937 ale nie doprowadzono jej do końca.